# Grote Prijs Jean-Pierre Monseré 2022
De 11 editie van de wielerwedstrijd Grote Prijs Jean-Pierre Monseré werd gehouden op 6 maart 2022. De start was in Hooglede en de finish in Roeselare. De wedstrijd maakte deel uit van de UCI Europe Tour 2022, in de categorie 1.1. In 2021 won de Belg Tim Merlier. Deze editie werd gewonnen door de Belg Arnaud De Lie.

## Uitslag
| Grote Prijs Jean-Pierre Monseré 2022 |                       |                                    |          |
| Plaats                               | Naam                  | Ploeg                              | Tijd     |
| Winnaar                              | Arnaud De Lie         | Lotto Soudal                       | 4u45'03" |
| 2                                    | Dries De Bondt        | Alpecin-Fenix                      | z.t.     |
| 3                                    | Hugo Hofstetter       | Team Arkéa Samsic                  | z.t.     |
| 4                                    | Gerben Thijssen       | Intermarché-Wanty-Gobert Matériaux | z.t.     |
| 5                                    | Ethan Vernon          | Quick-Step Alpha Vinyl Team        | z.t.     |
| 6                                    | Pierre Barbier        | B&B Hotels-KTM                     | z.t.     |
| 7                                    | Donavan Grondin       | Team Arkéa Samsic                  | z.t.     |
| 8                                    | Laurence Pithie       | Equipe continentale Groupama-FDJ   | z.t.     |
| 9                                    | Jensen Plowright      | Equipe continentale Groupama-FDJ   | z.t.     |
| 10                                   | Stanisław Aniołkowski | Bingoal Pauwels Sauces WB          | z.t.     |

2012 · 2013 · 2014 · 2015 · 2016 · 2017 · 2018 · 2019 · 2020 · 2021 · 2022 · 2023 · 2024 · 2025